# Ткаченко, Василий Игнатьевич
Василий Игнатьевич Ткаченко (1919—1991) — советский ботаник, исследователь флоры Киргизии, специалист в области интродукции и акклиматизации растений, доктор биологических наук, профессор.

## Биография
В 1942 году окончил биологический факультет Среднеазиатского государственного университета (САГУ). Работал в Институте биологии Киргизского филиала АН СССР. В 1949 году защитил кандидатскую диссертацию.
С июля 1952 года сотрудник Ботанического сада Академии наук Киргизской ССР, с 1962 года заведующий лабораторией древесных и кустарниковых растений.
В 1969 году защитил докторскую диссертацию на тему «Деревья и кустарники дикорастущей флоры Киргизии и их интродукция». В 1972 году присвоено звание профессора.
Автор обработок изданий «Флора Киргизской ССР» (роды жузгун, зизифора, тимьян, лён, прангос, абелия, жимолость и другие) и «Деревья и кустарники Киргизии» (11 родов).

## Избранные труды
Автор и соавтор 126 научных работ, в том числе 3 монографий.
- Ткаченко В. И. Деревья и кустарники североамериканской флоры в условиях Ботанического сада города Фрунзе. — Фрунзе : Изд-во Акад. наук Киргиз. ССР, 1960. — 132 с.
- Ткаченко В. И. Деревья и кустарники дикорастущей флоры Киргизии и их интродукция. — Фрунзе : Илим, 1972. — 347 с.
- Ткаченко В. И., Ассорина И. А. Редкие и исчезающие виды растений природной флоры Киргизии. — Фрунзе : Илим, 1978. — 128 с.
- Ткаченко В. И. Новые виды шиповников из Средней Азии // Ботанический журнал. — 1979. — Т. 64, № 2. — С. 218—220.
- Ткаченко В. И. Шиповники Тянь-Шаня и Памиро-Алая, интродуцируемые Ботаническим садом АН Киргизской ССР // Бюллетень Главного ботанического сада. — 1981. — Т. 122. — С. 19—26.
- Ткаченко В. И. Новые таксоны древесных растений с гор Тянь-Шаня и Памиро-Алая // Бюллетень Главного ботанического сада. — 1982. — Т. 126. — С. 32—35.
- Ткаченко В. И. Среднеазиатские шиповники, интродуцированные в Ботаническом саду Академии наук Киргизской ССР / отв. ред. А. Г. Головкова. — Фрунзе : Илим, 1986. — 95 с.

## Таксоны растений, названные в честь В. И. Ткаченко
- Cotoneaster tkatschenkoi Grevtsova (1999)
- Crataegus tkatschenkoi K.I.Chr. (1996), nom. nov. [syn.  Crataegus trilobata Tkatsch. (1982) non Labill. ex Poir. (1810) nec Lodd. ex Loudon (1838)]